# Růžencová kaple (Kadaň)
Pozdně gotická Růžencová kaple (neboli kaple Růžencového bratrstva) patří k nejhodnotnějším sakrálním objektům městské památkové rezervace v Kadani. Objekt se nalézá na Starém Městě kadaňském na hlavním kadaňském náměstí za děkanským kostelem Povýšení sv. Kříže, a sice mezi budovou Staré školy (čp. 83) a tzv. Kaplanky (čp. 84).

## Historie
Kaple byla vystavěna v areálu někdejší johanitské komendy. S její stavbou se započalo nejpozději roku 1478, a to na místě starší v podzemí zaklenuté kostnice, tzv. karneru. Stalo se tak díky daru měšťana Augustina Moschnera, který svým testamentem z roku 1478 odkázal 40 zlatých na její výstavbu. Správcem stavby jmenoval Niklase Teichela. Ze zbožnosti rovněž odkázal johanitskému komturovi Heinrichovi a jeho spolubratřím 60 zlatých pro mešní nadaci v této kapli. Ti pak zde měli každé pondělí sloužit zádušní mši za všechny zemřelé. Kadaňský měšťan Augustin Moschner odkázal ke kapli i kalich a kněžský ornát. Toto zbožné nadání potvrdil roku 1483 také Jan ze Švamberka, převor českých johanitů, tj. rytířského řádu sv. Jana Křtitele. Již na přelomu 15. a 16. století jsou v měšťanských testamentech doloženy v kapli dva postranní oltáře, totiž sv. Wolfganga a sv. Voršily. Budově, vystavěné ve stylu míšeňské gotiky s výrazným arkýřem se tehdy říkalo „kaple na kostnici“.
Nejstarší vyobrazení kaple se zachovalo na vedutě královského města Kadaně z roku 1602, jejímž autorem je Jan Willenberg. Zasvěcena byla sv. Duchu a zřejmě tehdy sloužila nejen kadaňskému Růžencovému bratrstvu, ale i jako domácí kaple zdejšímu farnímu kléru. Objekt byl poškozen 11. července 1635 během ničivého požáru a jeho oprava trvala několik desetiletí – teprve roku 1642 dostala kaple novou šindelovou střechu, roku 1651 byla instalována nová okna. Z inventáře děkana Leopolda Rocha z roku 1730 se dozvídáme o přesunutí růžencových pobožností přímo do děkanského kostela. Posledním představeným kadaňského Růžencového bratrstva byl děkan Anton Kistenfeger. Právě z jeho podnětu vznikala ve druhé polovině 18. století zdejší děkanská knihovna, která byla tehdy umístěna v přepatrované kapli. Rekonstrukce kaple a knihovny byla dokončena roku 1794 za Maximiliana Pannosche, Kistenfegerova nástupce v děkanském úřadě. Na klenbě kaple byly ve stejné době vymalovány klasicistní výjevy antických božstev a portréty obou děkanů.
Knihovní patro bylo zbořeno koncem 19. století. Když Spolek přátel muzea v Kadani hledal nové prostory pro své muzejní expozice, dohodl se s tehdejším farářem právě na využití Růžencové kaple. Ta byla po úpravách slavnostně otevřena 20. května 1928 a byly v ní vystaveny exponáty církevního původu. V současné době se v kapli každoročně konají pašijové hry připravované kadaňským divadlem Navenek.

## Zajímavosti
Zakladatel děkanské knihovny, děkan Anton Kistenfeger, byl významnou osvícenskou osobností: dne 30. září 1779 se v Kadani dokonce setkal s římským císařem Josefem II., který mu daroval 12 dukátů pro chudé. U děkana Maximiliana Pannosche se v děkanské knihovně a Růžencové kapli scházel kolem roku 1800 kroužek osvícenských kněží, často svobodných zednářů. Patřil k nim i kaplan hraběcí rodiny Thunů Franz Xaver Petran, který se za svého působení ve Vídni přátelil s W. A Mozartem. Oba patřili k vídeňské zednářské lóži „U Dobročinnosti“. Právě na základě Petranova básnického textu vznikla roku 1785 Mozartova kantáta „Zednářská radost“. Růžencová kaple v Kadani tehdy představovala důležité centrum osvícenské vzdělanosti a kultury na Kadaňsku.

## Galerie

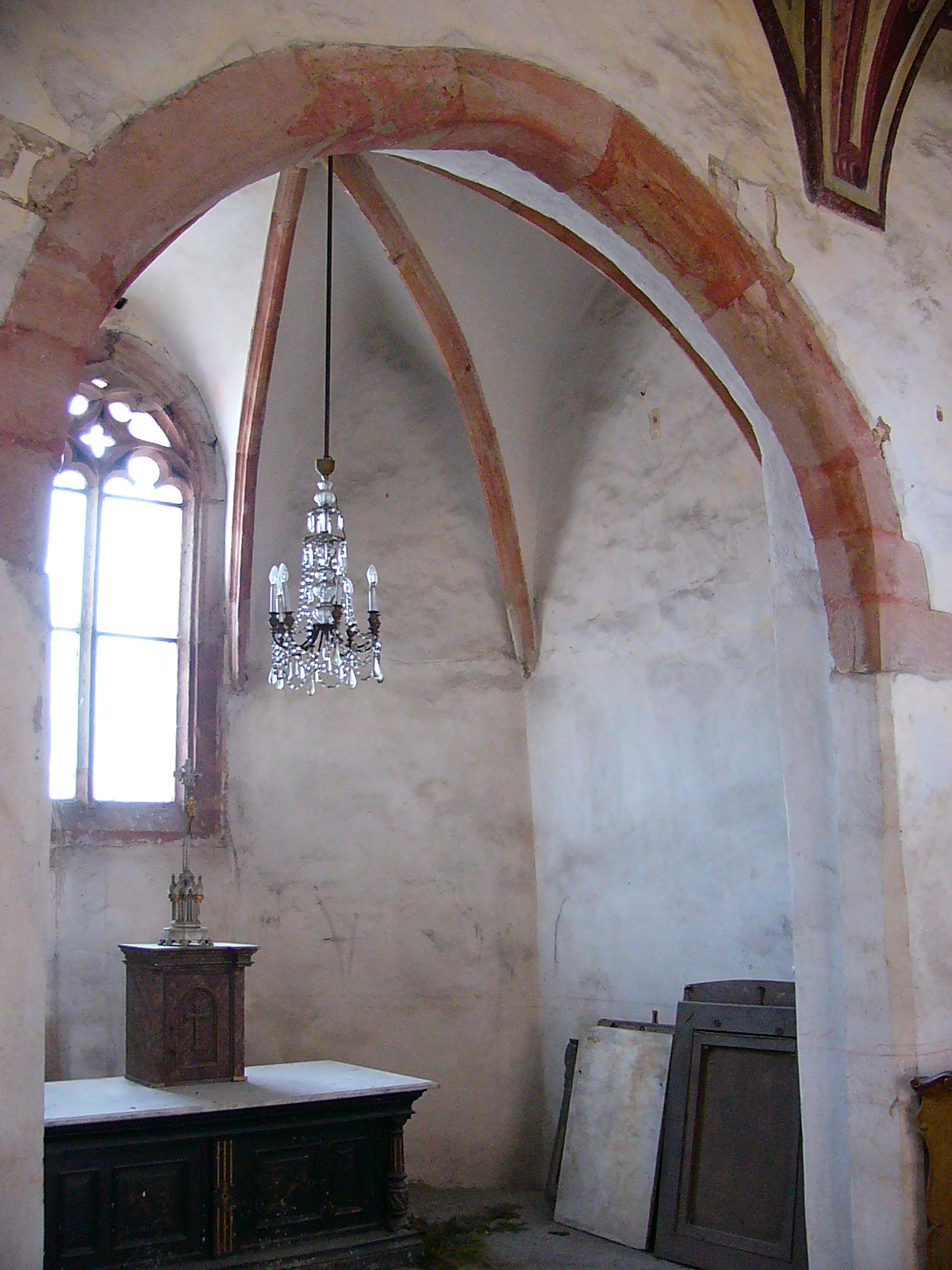
Gotický presbytář Růžencové kaple
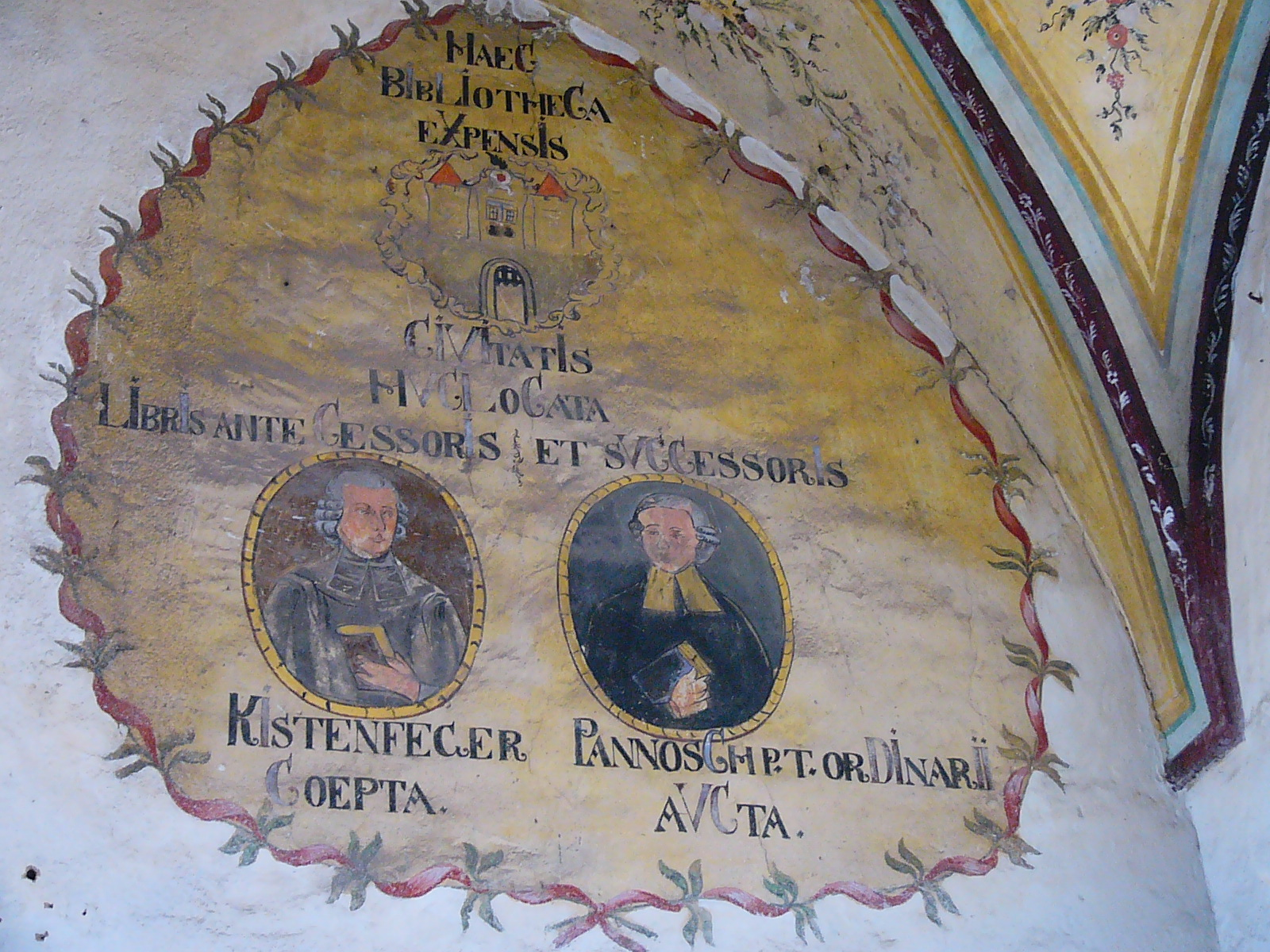
Klasicistní portrét děkanů Kistenfegera a Pannosche v kapli (1794)
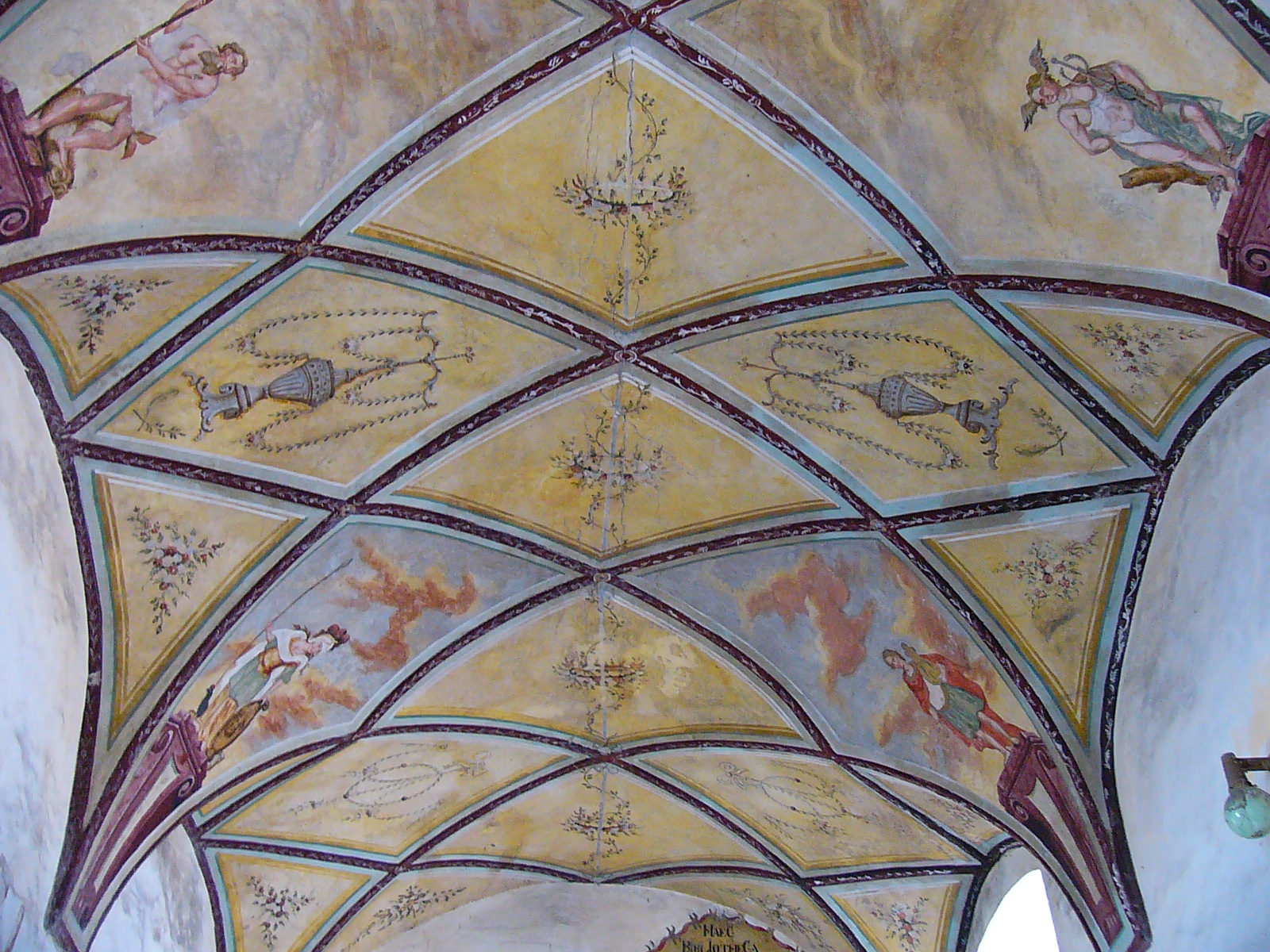
Klenba kaple Růžencového bratrstva s klasicistními malbami antických božstev